# Prinsen af Jylland
Prinsen af Jylland (eng. Prince of Jutland eller Royal Deceit) er en engelsksproget dansk film instrueret af Gabriel Axel, som har skrevet manuskriptet i samarbejde med historiker Erik Kjersgaard. Filmen er baseret på Saxo Grammaticus' fortælling om danske prins Amled.
Filmen er en dansk-fransk-britisk-tysk-hollandsk koproduktion og optaget på det militære øvelsesterræn i Jægerspris.
I rollerne ses flere af tidens store stjerner som Gabriel Byrne, Hellen Mirren, en kun 20-årig Christian Bale, samt den senere motion capture-stjerne Andy Serkis (bl.a. Gollum i Ringenes Herre-filmene) og Davide Bateson, der senere lagde stemme til hovedrollen i de succesfulde, danske Hitman-spil.
Filmen havde urpremiere i Frankrig 23. januar 1994.

## Handling
Efter at kongen er blevet myrdet af sin egen bror, Fenge (Gabriel Byrne), beslutter kongens søn, Prins Amled (Christian Bale), sig for at hævne sin fader. Problemet er, at Fenge ikke vil tillade nogen at tilrane sig den trone, som han har slået ihjel for at få, så hvordan kan Amled planlægge et attentat mod onklen, uden at denne aner uråd?

## Medvirkende
- Gabriel Byrne – Fenge
- Helen Mirren – Geruth
- Christian Bale – Amled
- Brian Cox – Aethelwine
- Kate Beckinsale – Ethel
- Tom Wilkinson – Hardvendel
- Andy Serkis – Torsten

## Modtagelse
Filmen udkom 7 år efter Gabriel Axel havde haft international succes med den Oscar-vindende Babettes Gæstebud, men det amerikanske branchemedie Variety forudså ikke et stort internationalt publikum til filmen, selvom deres anmelder kaldte filmen for “velmenende” og “lavet med kærlighed”.
Filmen blev i England kun udsendt på video og i Danmark endte billetsalget på kun 7.914 billetter på trods af positive anmeldelser i flere dagblade.